# Ácido 2-amino-5-hidroxinaftaleno-1,7-dissulfônico
Ácido 2-amino-5-hidroxinaftaleno-1,7-dissulfônico é um composto orgânico de fórmula C10H9NO7S2 e massa molecular 319,31. Apresenta densidade de 1,88 g/cm³. Apresenta-se comercialmente como um pó, que quando seco é de cor cinza ou marrom amarelado. Classificado com o número CAS 6535-70-2, EINECS 229-445-0, MOL File 6535-70-2.mol e CBNumber CB2737287. É usado para fabricar o corante vermelho direto 6. É um dos chamados ácidos de letras e é designado como "ácido sulfo J".